# Heaven Can Wait (film din 1943)
Raiul mai poate aștepta (titlu original: Heaven Can Wait) este un film american în Tehnicolor din 1943 produs și regizat de Ernst Lubitsch. Rolurile principale au fost interpretate de actorii Gene Tierney, Don Ameche.

## Distribuție
- Gene Tierney - Martha
- Don Ameche - Henry Van Cleve
- Charles Coburn - Hugo Van Cleve
- Marjorie Main - Mrs. Strable
- Laird Cregar - His Excellency
- Spring Byington - Bertha Van Cleve
- Allyn Joslyn - Albert Van Cleve
- Eugene Pallette - E.F. Strable
- Signe Hasso - Mademoiselle
- Louis Calhern - Randolph Van Cleve
- Helene Reynolds - Peggy Nash
- Aubrey Mather - James
- Tod Andrews - Jack Van Cleve (as Michael Ames)
- Scotty Beckett - Henry Van Cleve, age 9
- Dickie Moore - Henry Van Cleve, age 15
- Clara Blandick - Grandmother Van Cleve
- Clarence Muse - Jasper, the Strable's butler
- Anita Sharp-Bolster - Mrs. Cooper-Cooper
- Doris Merrick - Nellie Brown - Registered Night Nurse